# 23401 Brodskaya
23401 Brodskaya (tên chỉ định: 1968 OE1) là một tiểu hành tinh vành đai chính. Nó được phát hiện bởi G. A. Plyugin và Yu. A. Belyaev ở Đài thiên văn Cerro El Roble điều hành bởi Đại học Chile ngày 25 tháng 7 năm 1968. Nó được đặt theo tên Vera Yakovlevna Brodskaya.